# Ґалеас фон Тун унд Гогенштейн
Брат Ґалеас (Ґалеаццо) фон Тун унд Гогенштейн (італ. Galeazzo von Thun und Hohenstein, нім. Galeas Maria Graf von Thun und Hohenstein; нар. 24 вересня 1850, Тренто, Австро-Угорщина — пом. 26 березня 1931, Рим, Королівство Італія) — 75-й великий магістр Суверенного військового Ордену Госпітальєрів Святого Івана Єрусалимського, лицарів Родосу і Мальти з 1905 по 1931 рік.

## Життєпис
Народився 24 вересня 1850 року в Тренто (тоді Австро-Угорщина, нині — Італія), молодший син графа Ґвідобальда Марії Тун ун Гогенштейн (1808—1865) та його дружини Терези Ґвіді ді Баньйо (1813—1881).
У 1869—1870 та 1871—1873 роках вивчав право в Інсбруцьом університеті, а у 1870—1871 роках в Празькому університеті. Поступив на адміністративну службу в Нижній Австрії, з 1876 року служив у Відні, з 1879 року був окружним комісаром в Амштеттені, з 1882 року лейтенант-секретар в уряді Трієсту. Камергер (1882).
1875 року вступив у Мальтійський орден як лицаря правосуддя, в 1885 році був призначений уповноваженим представником Великого пріорату Богемії та Австрії у магістеріуму ордена в Римі. Був обраний до Ради ордену, після чого звільнився з державної служби. Виконував різні місії за дорученням великого магістра ордена.
У 1895 році переїхав в Тіроль, де мешкав як приватна особа. Довічний член Австрійської Палати шляхти, обраний 16 серпня 1905 року.
6 березня 1905 року був обраний Генеральною Капітулою великим магістром Мальтійського ордену. На цій посаді розгорнув історичну роботу в ордені, відкрив його бібліотеку та архів в Римі. В період його правління були створені нові регіональні підрозділи ордену в Бельгії, Нідерландах, Польщі, Угорщині та США. Ним були засновані численні місії, що надавали допомогу, в тому числі після землетрусів у Мессіні (1908) та Авеццано (1915), під час Італійсько-турецької та Першої світової війни. У цей час він мешкав у Австрії, маючи на той час австрійське громадянство.
14 квітня 1919 року Ґалеас фон Тун унд Гогенштейн призначив Яна Токаржевського-Карашевича, радника посольства Української держави у Відні, Почесним та Спомоществующим Лицарем «in graemio religionis».
13 липня 1925 року Альфонсо XIII призначив його лицарем Ордену Золотого руна.
З 8 березня 1929 року, в зв'язку з хворобою великого магістра, його обов'язки виконував лейтенант Піо Франкі ді Кавальєрі.
Ґалеас фон Тун унд Гогенштейн помер у Римі 26 березня 1931 року.

## Нагороди та відзнаки
- Суверенний військовий Орден Госпітальєрів Святого Івана Єрусалимського, лицарів Родосу і Мальти (лицар правосуддя, 1886; Принц та Великий магістр, 6 березня 1905 р)
- Лицар Ордена Святого Губерта (1907)[6]
- Лицар Великого Хреста Ордена Карлоса III (25 січня 1908)
- Лицар Великого Хреста Королівського угорського ордена Святого Стефана (1909)[7]
- Лицар Великого Хреста Австрійського імператорського Ордену Леопольда
- Лицар Великого Хреста Ордена святого Григорія Великого
- Лицар Великого Хреста Ордена Почесного легіону
- Лицар Ордена Золотого руна (1925)
- Лицар Ордена Золотого лева дому Нассау (1930)[8]
- Лицар Великого Хреста Ордена Леопольда II (1930)